# فیفا ۰۹
فیفا ۰۹ (به انگلیسی: Fifa 09) آخرین بازی منتشرشده در زمینهٔ شبیه‌سازی فوتبال ساخت شرکت الکترونیک آرتز است که توسط الکترونیک آرتس کانادا ساخته و در ۱۴ اکتبر ۲۰۰۸ در آمریکای شمالی، ۲ اکتبر ۲۰۰۸ در استرالیا و ۳ اکتبر ۲۰۰۸ در اروپا منتشر شده‌است.

## جلد دی‌وی‌دی بازی
شرکت الکترونیک آرتز، برای بعضی مناطق منطقه و چند کشور، جلد خاصی تولید کرده‌است. بر روی هر جلد تصویر رونالدینیو، بازیکن آ.ث. میلان ایتالیا، به همراه ستارهٔ آن منطقه یا آن کشور دیده می‌شود.
- انگلستان: وین رونی و رونالدینیو
- آمریکای شمالی: گیرمو اوچوا و ماریس ادو
- آلمان: کوین کورانی
- ایتالیا: دنیله د روسی
- فرانسه: فرانک ریبری و کریم بنزما
- اسپانیا: گونسالو ایگواین

## لیگ‌ها و تیم‌ها
حدودد ۵۰۰ تیم، ۳۰ لیگ و ۴۰ تیم ملی در این بازی گنجانده شده‌اند که شمار آن‌ها با آنچه در نسخهٔ فیفا ۰۸ آمده، برابر است.

### لیگ‌ها
| - ای-لیگ - Austrian Bundesliga - Belgium Pro League - Liga do Brasil - Česká Liga - SAS Ligaen - Barclays Premier League - چمپیونشیپ - لیگ یک فوتبال انگلستان - لیگ دو فوتبال انگلستان - لیگ ۱ - لیگ ۲ - Bundesliga - 2. Bundesliga - لیگ برتر فوتبال ایرلند | - سری آ - سری بی - کی‌لیگ - Primera División Mex - لیگ برتر فوتبال هلند - Tippeligaen - Polska Liga - Liga Portuguesa - SPL - لا لیگا - لیگا ادلانته - لیگ برتر فوتبال سوئد - Axpo Super League - سوپر لیگ فوتبال ترکیه - لیگ برتر فوتبال آمریکا |

### تیم‌های ملی
| - آرژانتین - استرالیا - اتریش - بلژیک - برزیل - بلغارستان - کامرون - چین - کرواسی - جمهوری چک - دانمارک | - اکوادور - انگلستان - فنلاند - فرانسه - آلمان - یونان - مجارستان - ایتالیا - کره جنوبی - مکزیک - هلند | - نیوزیلند - ایرلند شمالی - نروژ - پاراگوئه - لهستان - پرتغال - جمهوری ایرلند - رومانی - روسیه - اسکاتلند - اسلوونی | - آفریقای جنوبی - اسپانیا - سوئد - سوئیس - ترکیه - اوکراین - ایالات متحده آمریکا - اروگوئه |

## بازتاب‌ها
| انتشارات                   | امتیاز |
| -------------------------- | ------ |
| گیمزمستر (مجله)            | ۹۰٪    |
| مجله رسمی پلی‌استیشن        | ۹/۱۰   |
| مجله رسمی ایکس‌باکس         | ۹/۱۰   |
| Video Gamer                | ۹/۱۰   |
| IGN (UK).                  | ۸٫۹/۱۰ |
| PC GURU (HUN magazine)     | ۹۳٪    |
| Xbox World 360             | ۸۱٪    |
| پی‌اس‌ام ۳(مجله پلی‌استیشن ۳) | ۸۳٪    |

## موسیقی
موسیقی این بازی از ۲۲ کشور و در کل ۴۲ آهنگ دارد.